# عبدالباسط سیدا
عبدالباسط سیدا فعال سیاسی سوری کرد تبار و رئیس شورای ملی سوریه می‌باشد. کما اینکه عبدالباسط سیدا خود از مؤسسین شورای ملی سوریه است. او از سال ۱۹۹۴ مقیم کشور سوئد است.
عبدالباسط سیدا نویسندهٔ چندین کتاب دربارهٔ فکر و اندیشهٔ عربی و مباحث مختص کردها می‌باشد.

## زندگی‌نامه
او در شهر عامودا استان الحسکه در شمال شرق سوریه در منطقه‌ای با اکثریت کرد‌نشین به دنیا آمد.
او فارغ‌التحصیل دکترای فلسفه در دانشگاه دمشق می‌باشد. پس از آن به کار تدریس در کشور لیبی مشغول شد.
او متأهل و دارای چهار دختر و یک پسر است.
عبدالباسط سیدا به‌طور مخفیانه علیه حکومت حزب بعث سوریه فعالیت می‌کرد؛ و حتی در قیام‌های ملت کرد علیه حکومت حزب بعث سوریه شرکت کرد.

## تالیفات
- «المسألة الکردیة فی سوریا-نصوص منسیة من معاناة مستمرة للأکراد السوریین» (مسئله کرد در سوریه -متون فراموش شدهٔ درد و رنج کردهای سوریه)
- «ذهنیة التغییب والتزییف-الإعلام العربی نموذجا» (ذهنیت پنهان‌کاری جعل و تقلب - به عنوان مثال: رسانه‌های عرب)
- مجموعه مقالات دربارهٔ تاریخ ادیان و فکر سیاسی